# Theo Stammen
Theo Stammen (* 11. Juli 1933 in Wankum; † 4. Oktober 2018 in München) war ein deutscher Politikwissenschaftler.

## Leben
Theo Stammen wurde 1933 als Sohn eines Volksschullehrers am unteren Niederrhein geboren. Nach dem Abitur 1954 am altsprachlichen Gymnasium Thomaeum in Kempen studierte er mithilfe eines Stipendiums der Studienstiftung des deutschen Volkes Philosophie, Germanistik, Geschichte und Politikwissenschaft an den Universitäten Freiburg im Breisgau, Bonn, Manchester (England) und wieder in Freiburg im Breisgau. 1958 legte er das Erste Staatsexamen für das Höhere Lehramt für Deutsch und Geschichte ab. 1959 begann er seine Karriere als Wissenschaftlicher Mitarbeiter am Institut für politische Jugendbildung im Studienhaus Wiesneck in Buchenbach bei Freiburg. 1961 wurde er bei Arnold Bergstraesser an der Universität Freiburg mit der politikwissenschaftlichen Dissertation Goethes Natürliche Tochter – zur Morphologie des Politischen in Goethes Drama promoviert.
Von 1963 bis 1970 arbeitete Stammen als Wissenschaftlicher Assistent von Hans Maier am Institut für Politische Wissenschaft, dem heutigen Geschwister-Scholl-Institut, der Ludwig-Maximilians-Universität München. Daneben erhielt er 1964 Lehraufträge an der Hochschule für Politik München und an der PH München-Pasing. 1969 habilitierte sich der DFG-Stipendiat im Fach Politikwissenschaft an der Staatswirtschaftlichen Fakultät der LMU München mit der durch Hans Maier und Eric Voegelin betreuten, unveröffentlicht gebliebenen Arbeit Sprache und Politik – Probleme ihrer Zuordnung. 1969/70 war er Privatdozent, Mitglied im Wissenschaftlichen Rat und Professor am Geschwister-Scholl-Institut.
1970 erhielt Stammen einen Lehrstuhl als Ordentlicher Professor für Politikwissenschaft an der PH Rheinland (Abteilung Aachen). In der Folge vertrat er für drei Semester den Münchener Lehrstuhl für Politikwissenschaft (Professur Hans Maier). Von 1973 bis zu seiner Emeritierung 2001 lehrte Stammen als Professor für Politikwissenschaft an der Philosophischen Fakultät der Universität Augsburg. Dort bot er auch nach seiner Emeritierung bis ins Jahr 2010 regelmäßig Lehrveranstaltungen an. Danach war er u. a. Lehrbeauftragter an der FH Augsburg und der Frauenakademie an der Ulmer Volkshochschule. Ab 1976 war Stammen zudem Mitglied des Lehrkörpers der Hochschule für Politik München.
Von 1975 bis 1978 war Stammen Vizepräsident der Augsburger Universität. Nachfolgend war er dort auch Mitglied des Fachbereichs und des Senats sowie Dekan. In München wurde er 1990 Prorektor und in Augsburg 1990 Leitungsmitglied (bis 2008) des interdisziplinären Instituts für Europäische Kulturgeschichte, später war er für sechs Jahre Geschäftsführender Direktor.
1990 wurde Stammen Mitherausgeber der Zeitschrift für Politik, seit 1997 war er Mitherausgeber der Reihe Spektrum Politikwissenschaft (Ergon-Verlag).
Zu Stammens akademischen Schülern gehören u. a. Dirk Berg-Schlosser, Eberhard Birk, Ulrich Druwe, Linus Förster, Joachim Hammann, Wilhelm Hofmann, Katharina Holzinger, Günther Kronenbitter, Jacob Mabe, Gisela Riescher, Rainer A. Roth, Alexander Thumfart, Helmut Wannenwetsch und Arno Waschkuhn.
Forschungsschwerpunkte Stammens waren Vergleichende Systemanalyse, politische Ideengeschichte, deutsche politische Literatur (z. B. Fürstenspiegel) und Literatur und Politik (z. B. Johann Wolfgang von Goethe und Thomas Mann).

## Schriften (Auswahl)
Monografien
- Politische Ordnungsformen der Gegenwart (= Arbeitsheft. Bd. 13). Bayerische Landeszentrale für politische Bildungsarbeit, München 1964 (5. Auflage, 1973).
- Einigkeit und Recht und Freiheit. Westdeutsche Innenpolitik 1945–1955 (= dtv. Bd. 286). DTV, München 1965.
- Goethe und die Französische Revolution. Eine Interpretation der ‚Natürlichen Tochter‘ (= Münchener Studien zur Politik. Bd. 7). Beck, München 1966.
- Regierungssysteme der Gegenwart (= Geschichte und Gegenwart). Kohlhammer, Stuttgart 1967.
- mit Dirk Berg-Schlosser, Herbert Maier: Einführung in die Politikwissenschaft (= Beck'sche Elementarbücher). Beck, München 1974, ISBN 3-406-05101-4 (8. Auflage: Politikwissenschaft. Nomos (UTB), Baden-Baden 2013, ISBN 978-3-8252-3783-7).
- Das politische System der Bundesrepublik Deutschland im Grundriss (= Politik und politische Bildung). Vögel, München 1975, ISBN 3-920896-23-8.
- Theoriendynamik in der Politikwissenschaft (= Schriften der Philosophischen Fachbereiche der Universität Augsburg. Bd. 8). Vögel, München 1976, ISBN 3-920896-40-8.
- Parteien in Europa. Nationale Parteiensysteme. Transnationale Parteienbeziehungen. Konturen eines europäischen Parteiensystems (= Beck'sche Elementarbücher). 2. überarbeitete Auflage, Beck, München 1978, ISBN 3-406-07104-X.
- Goethe und die politische Welt. Studien (= Spektrum Politikwissenschaft. Bd. 7). Ergon-Verlag, Würzburg 1999, ISBN 3-933563-22-4.
- Theoriendynamik und Zeitkritik. Zwei politikwissenschaftliche Reden (= Spektrum Politikwissenschaft. Bd. 27). Ergon-Verlag, Würzburg 2003, ISBN 3-89913-302-1.
- Brecht und der Nationalsozialismus. Drei Studien (= Spektrum Politikwissenschaft. Bd. 34). Ergon-Verlag, Würzburg 2006, ISBN 3-89913-519-9.
- Zur Genealogie des Politischen bei Goethe (= Spektrum Politikwissenschaft. Bd. 45). Ergon-Verlag, Würzburg 2013, ISBN 978-3-89913-983-9.

Herausgeberschaften/Editionen
- (eingel., komm.): Karl Marx, Manifest der kommunistischen Partei (= Uni-Taschenbücher. Bd. 743). Fink, München 1978, ISBN 3-7705-1624-9.
- Vertreibung und Exil. Lebensformen – Lebenserfahrungen (= Schriftenreihe der Katholischen Akademie der Erzdiözese Freiburg). Schnell u. Steiner, München u. a. 1987, ISBN 3-7954-0270-0.
- mit Friedrich Eberle: Deutschland und die Französische Revolution, 1789–1806 (= Quellen zum politischen Denken der Deutschen im 19. und 20. Jahrhundert. Bd. 1). Wissenschaftliche Buchgesellschaft, Darmstadt 1988, ISBN 3-534-04836-9.
- mit Hans-Otto Mühleisen: Politische Tugendlehre und Regierungskunst. Studien zum Fürstenspiegel der frühen Neuzeit (= Studia Augustana. Bd. 2). Niemeyer, Tübingen 1990, ISBN 3-484-16502-2.
- u. a.: Grundwissen Politik. Campus-Verlag, Frankfurt am Main u. a. 1991, ISBN 3-593-34609-5. (Neuausgabe 1997).
- mit Paul Mikat, Heinrich Oberreuter: Politik – Bildung – Religion. Hans Maier zum 65. Geburtstag. Schöningh, Paderborn u. a. 1996, ISBN 3-506-75603-6.
- mit Gisela Riescher, Wilhelm Hofmann (Hrsg.): Hauptwerke der politischen Theorie (= Kröners Taschenausgabe. Bd. 379). Kröner, Stuttgart 1997, ISBN 3-520-37901-5 (2. Auflage 2007).
- Kant als politischer Schriftsteller (= Spektrum Politikwissenschaft. Bd. 6). Ergon-Verlag, Würzburg 1999, ISBN 3-933563-20-8.
- Eine, zwei oder viele Kulturen des Wissens? (= Spektrum Politikwissenschaft. Bd. 17). Ergon-Verlag, Würzburg 2000, ISBN 3-933563-89-5.
- mit Wolfgang E. J. Weber: Wissenssicherung, Wissensordnung und Wissensverarbeitung. Das europäische Modell der Enzyklopädien (= Colloquia Augustana. Bd. 18). Akademie-Verlag, Berlin 2004, ISBN 3-05-003776-8.
- 100 Jahre „Zeitschrift für Politik“ (= ZfP-Sonderband. Bd. 2). Nomos, Baden-Baden 2008, ISBN 978-3-8329-3336-4.
- Karl Marx, das Manifest der Kommunistischen Partei. Kommentierte Studienausgabe (= UTB. Bd. 3186. Politikwissenschaft, Philosophie). Fink (USB), Paderborn 2009, ISBN 978-3-7705-4776-0.